# إدوارد أفيري
إدوارد أفيري (بالإنجليزية: Edward Avery)‏ هو قاضي ومحامي وسياسي أمريكي، ولد في 20 فبراير 1790 في ستامفورد في الولايات المتحدة، وتوفي في 27 يونيو 1866 في ووستير في الولايات المتحدة. حزبياً، نشط في حزب اليمين. وقد انتخب Supreme Court of Ohio ‏.